# The Bouncing Souls
I The Bouncing Souls sono un gruppo punk rock statunitense che si è formato nel 1987. Sono originari del New Brunswick, New Jersey. Già durante primi tempi si distinsero per aver proposto un tipo di punk rock veloce e intenso, un modello preso ad esempio da diversi altri gruppi locali (come Blanks 77 e the Bristles). Nelle prime fasi della loro carriera proposero un ibrido tra punk, funk, metal, senza dover ritenere di aggiungere altro.
Erano conosciuti per i loro live energici, anche se con forti elementi amatoriali che si possono ben rilevare ascoltando le registrazioni di quel periodo.
I Bouncing Souls sono una delle più longeve e apprezzate formazioni punk del New Jersey, che hanno raccolto l'eredità di famosi gruppi come Adrenalin O.D. e The Misfits.

## La storia
Dopo aver suonato in numerose feste e concerti che organizzarono da soli, pubblicarono il primo album, The Good, the Bad & the Argyle su Chunksaah Records nel 1994. Il lavoro era una compilation di diversi EP che il gruppo aveva pubblicato in precedenza. Due tracce di questo lavoro, "Candy" (resa popolare dai Bow Wow Wow) e "What Boys Like" (originariamente dei Waitresses) servirono come omaggio alla new wave degli anni '80, provocando simultaneamente un'ironica offensiva nei confronti dell'omofobia. Il loro album successivo, Maniacal Laughter uscì nel 1996. Metà del lavoro fu scritta in una settimana, e li condusse verso un tour di alto livello assieme agli Youth Brigade che attirò l'attenzione della Epitaph Records.
I Bouncing Souls firmarono con l'Epitaph nel 1997 e pubblicarono Bouncing Souls un anno più tardi: il lavoro, mentre conteneva alcuni classici della band come "Cracked," "Kate is Great," e "East Coast! Fuck You!,"  alcune tracce del disco sembravano antitetiche rispetto alle loro produzioni precedenti, incise a bassa fedeltà. Greg stesso riconobbe su Do You Remember? 15 Years of the Bouncing Souls che "È un CD di canzoni non finite". Successivamente, nel 1999, uscì Hopeless Romantic, il quale accentuò e personalizzò ulteriormente lo stile degli esordi. Subito dopo la pubblicazione dell'album, crebbero i problemi personali tra il gruppo e il loro storico batterista, Shal Khichi, che portò all'uscita di quest'ultimo dalla formazione. Fu sostituito dal batterista Michael McDermott, che aveva suonato nei Skinnerbox e nei Murphy's Law.
How I Spent My Summer Vacation fu il primo album dato alle stampe con la nuova formazione. Ormai la band venne vista come seminale per il suono del punk moderno, con una nuova generazione di fan alla scoperta dei loro lavori meno recenti , proprio nel periodo in cui la loro attività concertistica li vide dividere il palco non solo con gruppi tradizionali Hot Water Music, ma anche con band di nuova generazione. Il 2002 portò un album di lati-b, The Bad the Worse and the Out of Print ed un acclamato split con gli Anti-Flag, come parte della collana BYO Split Series.
Nel 2003 i Bouncing Souls pubblicarono il loro sesto disco di studio, Anchors Aweigh, così come il loro primo DVD, Do You Remember? 15 Years of the Bouncing Souls. Il 2005 fu un anno molto ricco per il gruppo, il quale pubblicò in tutto due dischi dal vivo, un album doppio, intitolato semplicemente Live, un altro DVD, dal nome Live at the Glasshouse, che fu il diciannovesimo capitolo della serie Kung Fu Films' The Show Must Go Off! .
Il loro settimo album, The Gold Record uscì il 6 giugno 2006, e tale data fu chiamata dalla band 'Il numero della distribuzione' in allusione al numero 666, che è conosciuto come  'Numero della bestia'. Inoltre, in base al fatto che il loro primo album fu una raccolta di tracce già edite in precedenza, alcuni fan hanno ritenuto che questo in realtà fosse il loro sesto album, un altro riferimento al numero 666. Il gruppo condusse anche il Warped Tour come supporto alla loro nuova uscita discografica.
Il nome della band è un riferimento allo slogan pubblicitario usato dalle scarpe Dr. Martens, usate moltissimo dai punk, alludendo al cuscinetto d'aria delle loro suole. Fino ad oggi, le etichette sulle Dott. Martens recitano "with Bouncing Soles".
Nel 2006 il cantante Greg Attonito ha partecipato alla creazione di un album di cover dei Ramones per bambini, Brats on the Beat, suonando la canzone Do You Remember Rock 'n' Roll Radio?.

## Formazione

### Attuale
- Greg Attonito – voce (1987-presente)
- Pete 'The Pete' Steinkopf – chitarra (1987-presente)
- Bryan 'Papillon' Kienlen – basso (1987-presente)
- George Rebelo – batteria (2013-presente)

### Ex-componenti
- Shal Khichi - batteria (1987-2000)
- Michael "Madman" McDermott - batteria (2000-2013, suona occasionalmente con la band da dopo la sua uscita ufficiale)

## Discografia

### Album in studio
- 1994 – The Good, the Bad & the Argyle
- 1996 – Maniacal Laughter
- 1997 – The Bouncing Souls
- 1999 – Hopeless Romantic
- 2001 – How I Spent My Summer Vacation
- 2003 – Anchors Aweigh
- 2006 – The Gold Record
- 2010 – Ghosts on the Boardwalk
- 2012 – Comet
- 2016 – Simplicity
- 2020 – Volume 2

### Album dal vivo
- 2005 – Live

### Split
- 2002 – BYO Split Series, Vol. 4 (con gli Anti-Flag)

### EP
- 1993 – The Argyle E.P.
- 1993 – The Greenball Crew
- 1994 – Bouncing Souls/Weston (split)
- 1994 – Neurotic (split)
- 1995 – Split EP (split)
- 1998 – Tie One On
- 2001 – Gone
- 2001 – Tales of Doomed Romance (split)
- 2005 – Bouncing Souls/Lucky Stiffs (split)

### Singoli
- 1991 – Ugly Bill
- 1994 – Tales Of Doomed Romance
- 1995 – Johnny X
- 1999 – Fight to Live

### Apparizioni in raccolte
- 1998 – A Compilation of Warped Music
- 2001 – Warped Tour 2001 Tour Compilation
- 2002 – The Bad the Worse and the Out of Print
- 2003 – Warped Tour 2003 Tour Compilation
- 2004 – Warped Tour 2004 Tour Compilation
- 2006 – Warped Tour 2006 Tour Compilation
- 2006 – Best of Punk-O-Rama
- 2009 – Warped Tour 2009 Tour Compilation

## Videografia

### Album video
- 2003 – Do You Remember? 15 Years of the Bouncing Souls
- 2005 – Live at the Glasshouse